# شاهنشاه (کتاب)
شاهنشاه (انگلیسی: Shah of Shahs) کتابی دربارهٔ چگونگی و تحلیل ظهور و سقوط محمدرضا پهلوی آخرین پادشاه ایران است که به دست ریشارد کاپوشینسکی روزنامه‌نگار و نویسنده لهستانی نوشته شده است.